# 大久保公策

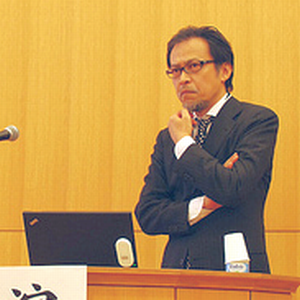
大久保公策。東京大学で開催されたDBCLS主催のイベントでの講演の様子。2009年 10月。

大久保 公策（おおくぼ こうさく、1959年11月-）は、日本の医学者。総合研究大学院大学（国立遺伝学研究所）教授。DBCLS教授。生命情報・DDBJ研究センター センター長。アナトモグラフィー開発責任者。
1982年、東京大学の工学部を卒業。大阪大学の医学部に学士編入。1986年、医学部を首席で卒業、医師免許を取得。1年間臨床医として現場にたつ。その後大阪大学大学院へ進む。1991年、「cDNAに基づくヒトゲノムプロジェクトの提唱」というタイトルの論文で博士号取得（医学博士）。以後、研究者としての道を歩む。研究分野は分子生物学。
2003年、国立遺伝学研究所の教授となってからは、世界中に分散して存在している多数の生命科学分野のデーターベースを、より統合した形で利用できるようインターフェース等を整備していく活動・研究を行っている。

## 略歴
- 1982年 東京大学工学部（合成化学）卒業[1]
- 1986年 大阪大学医学部 卒業[1]
- 1986年 医籍登録[3]
- 1990年 大阪大学医学研究科 博士課程修了[1]
- 1991年 博士号取得（医学博士）[4]
- 1991年 大阪大学 細胞生体工学センター 助手[5]
- 1995年 大阪大学 細胞生体工学センター 助教授[5]
- 2002年 九州大学 生体防御医学研究所 教授[5]
- 2003年 国立遺伝学研究所 生命情報・DDBJ研究センター 教授（現職）[5]